# 三亚有轨电车

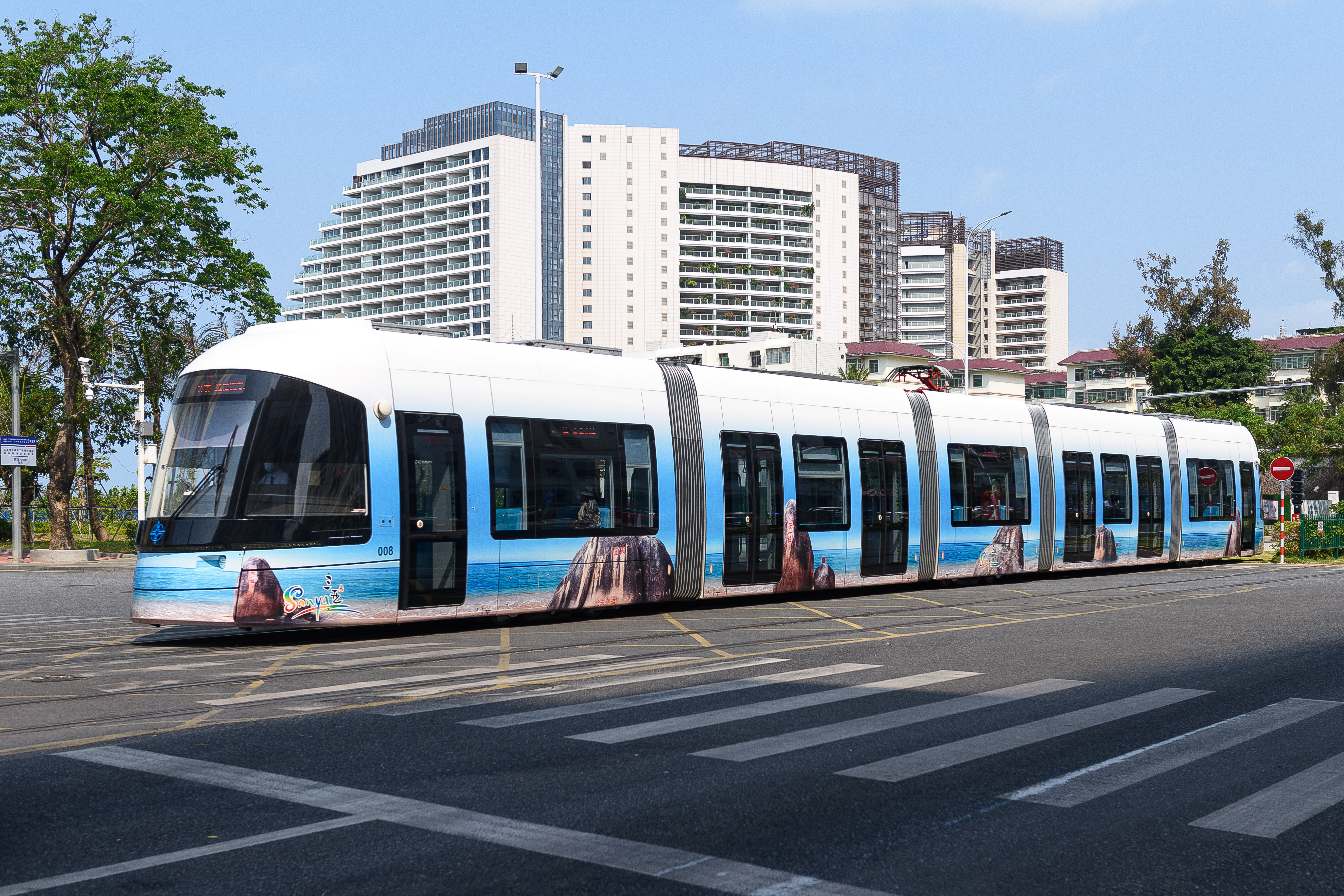
一列有轨电车接近建港路站（2023年3月摄）

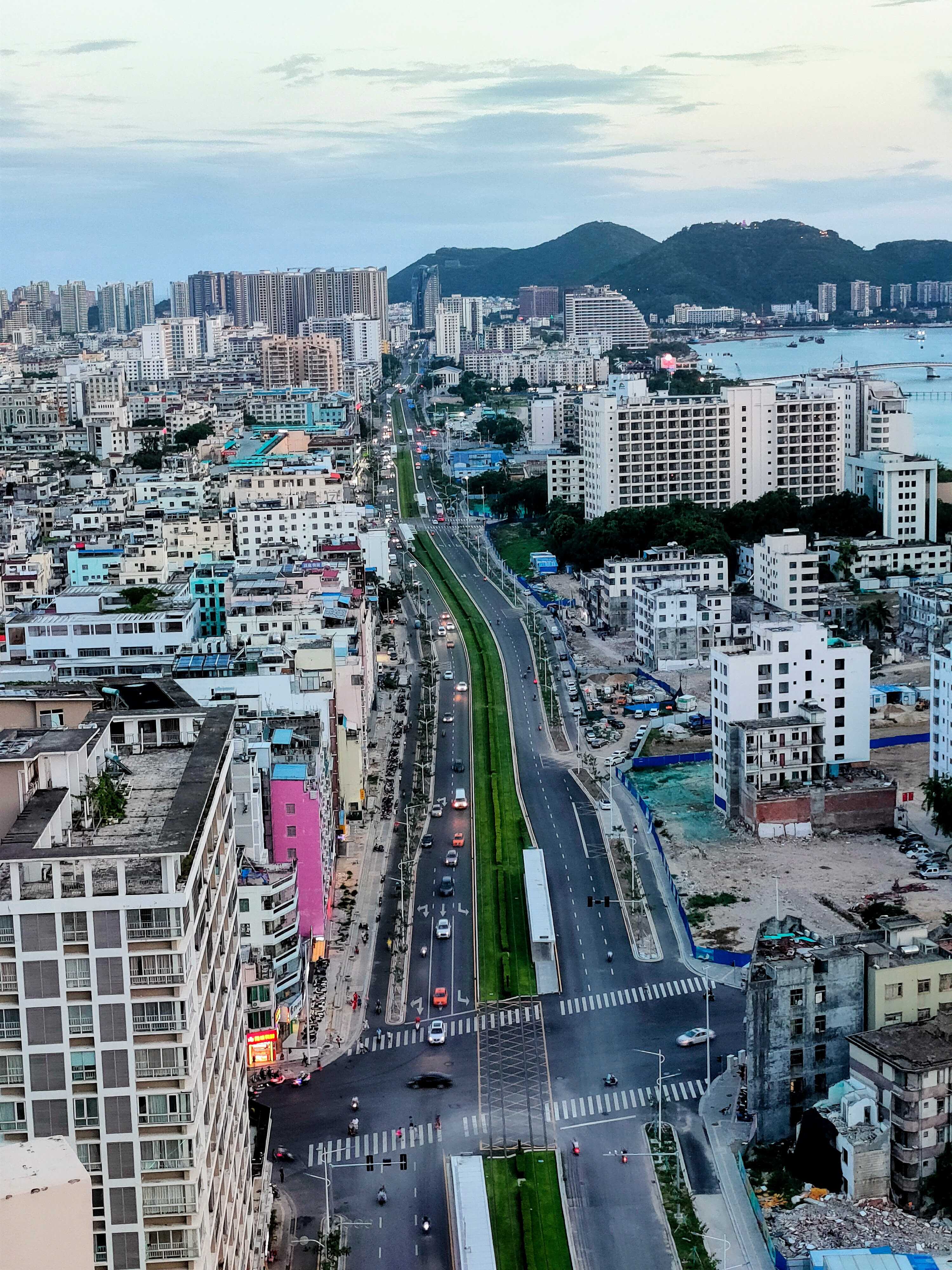
鸟瞰

三亚有轨电车（英語：Sanya Tram）是中国海南省三亚市的有轨电车系统，其中T1线（示范线）首通段已于2019年1月1日开放试乘，于2020年开始试运行，并于同年10月10日载客运营，是海南省的首条城市轨道交通线路。

## 歷史

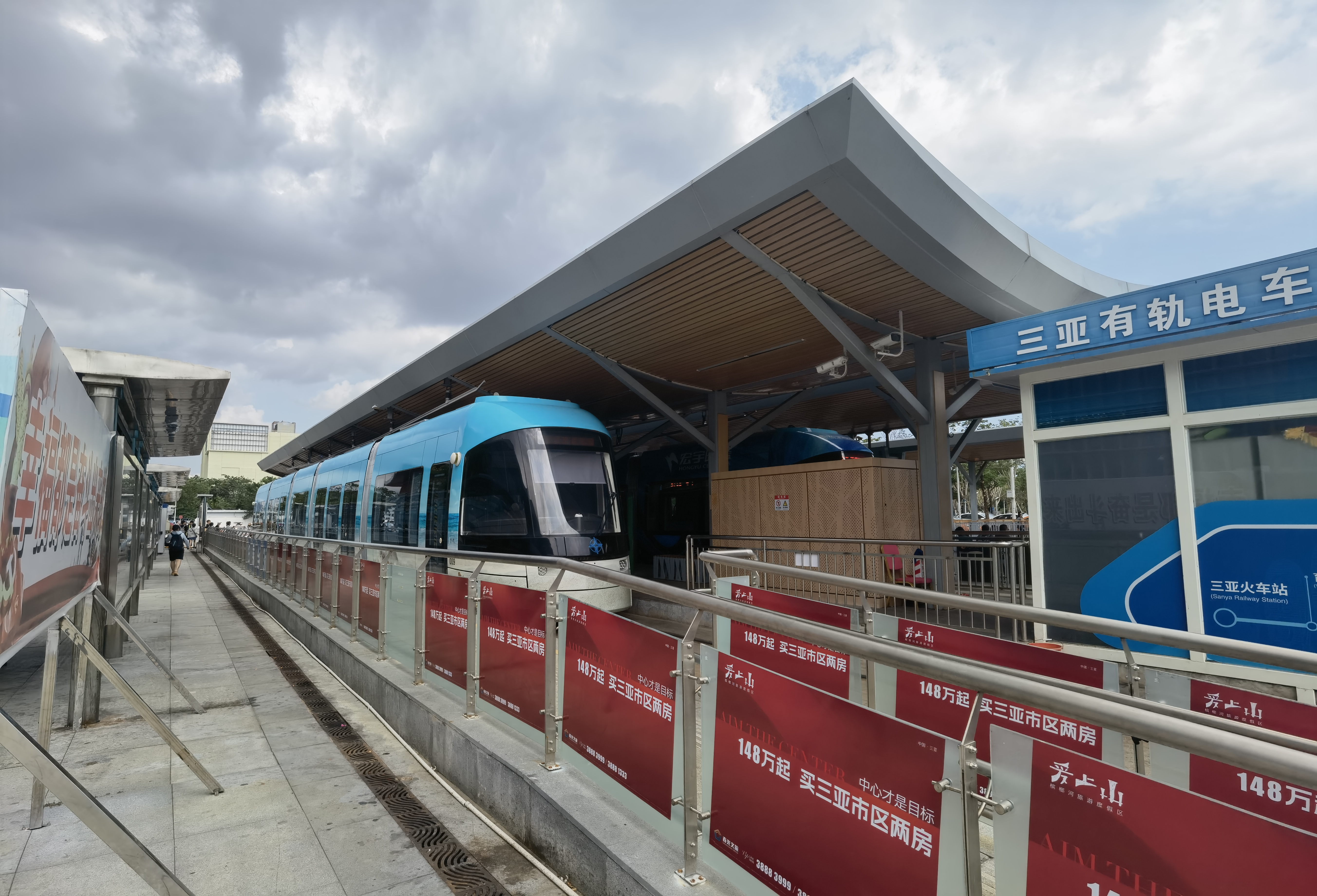
三亚有轨电车三亚火车站月台

三亚市最早於2016年1月5日計劃興建有軌電車系統。
2016年1月27日，三亚市代市长吴岩峻在三亚市第六届人民代表大会作政府工作报告时表示，三亚现代有轨电车项目线网规划已经获批。
项目实施机构三亚市交通运输局将拟建4条有轨电车路线，线路总长60.6公里，依法选定社会资本方，由三亚市政府授权出资机构三亚市公交集团与社会资本方和国开基金共同签署合资合营协议，再由社会资本方和国开基金通过增资入股的方式，成立三亚市轨道交通有限公司。从2015年6月至2016年7月，项目已完成社会招投标及近20个专题报告，社会资本方为中国交通建设股份有限公司和广州有轨电车有限责任公司。
2016年7月8日，T1线正式开建。T1线项目概算总投资14.7753亿元，将采取PPP模式建设，采取BOT模式运营。项目特许经营期为25年（含2年建设期），根据三亚市政府网站公告显示，该项目中标社会资本特许经营期内政府补贴报价合计数额为25.5亿元。T1线全线开通后，每天将设24对列车，平均每趟约半小时跑完全程，票价暂定3元/次。
2017年7月12日，三亚有轨电车有轨电车的轨道铺设工作现已完成1.7公里。
2018年6月，三亚有轨电车示范段开始联调联试。
2019年1月1日，三亚有轨电车T1线（示范线）首通段举行试乘活动。
2020年，三亚有轨电车开始试运行，并于同年10月10日载客运营。

## 票务
三亚有轨电车可使用天涯行app，现金、微信、支付宝和银联等方式缴费乘车，亦可以使用天涯行实体卡刷卡。使用天涯行app扫码缴费乘车或者天涯行实体卡刷卡可享受7折优惠，超过100元给予5折优惠，65~69周岁老年人、本市低保人员、失业人员、大中专院校在校学生使用天涯行关爱卡刷卡乘车5折优惠，三亚市中小学生办理天涯行学生卡的按现行公共交通费每自然月补贴标准不变，刷卡乘车按票价标准扣费，付费不足定额补贴的按实际发生额补贴，超出定额补贴部分5折优惠。

## 车辆
列车由5节车厢组成，最多可承载362人，由南车株洲电力机车有限公司制造，采用±1500V直流供电并储能，当车辆经过站台，仅需30秒即可充满电量。

## 路线[9]

### T1线（示范线）

#### 站點
起点为凤凰机场，终点为建港路，途经机场路、海虹路、三亚湾路、金鸡岭路、胜利路。全长约8.37公里。连接三亚市中心和三亚火车站、三亚汽车站。
三亚有轨电车示范段T1线全长8.37公里，始于建港路，沿胜利路路中向北至金鸡岭路，之后折向东沿金鸡岭街路中向东北方向，沿既有金鸡岭桥路中上跨三亚河至三亚河东路，之后折向北沿三亚河东路、育新路路中向北至育秀路，以三亚火车站为终点，共设15个站点。，实行单一票价制，每人次3元。示范线的建设运营，填补了三亚乃至海南岛城市轨道交通的空白，是海南省城市轨道交通建设的里程碑。
在三亚有轨电车T1线通车后，建港路站成为目前中国最南端的铁路车站（若包含城市轨道交通）。

#### T1支线
起点为三亚火车站，终点为胜利路，途经育秀路、海润路、凤凰路。

### T2线
起点为海月广场，终点为吉阳镇，途经胜利路、迎宾路、223国道。

#### T2支线
起点为荣明花园，终点为月川，途经金鸡岭路、凤凰路。

### T3线
起点为海坡，终点为天涯海角，途经海坡、新城路，225国道。

### T4线
起点为三亚火车站，终点为红沙，途经育秀路、海润路、凤凰路、榆亚路。

#### T4支线
起点为凤凰路（龙岭路），终点为凤凰岛，途经龙岭路、跃进路。